# Daily Star (DC Comics)
O Daily Star (No Brasil: Estrela Diária) foi um jornal fictício que apareceu nas histórias do Superman publicados pela DC Comics entre 1938 e 1986. O Daily Star ficava em Metrópolis e empregou Clark Kent, Lois Lane e Jimmy Olsen; o editor-chefe era George Taylor.
O co-criador do Superman, Joe Shuster se inspirou no jornal canadense Toronto Star, onde ele trabalhou entregando jornais.